# Hirondellea dubia
Espèce
Hirondellea dubia est une espèce de crustacés amphipodes de la famille des Hirondelleidae décrite par Dahl en 1959.